# Applied Physics Laboratory
Das Applied Physics Laboratory der Johns Hopkins University (Abk.  APL, JHU/APL oder JHUAPL) befindet sich in Laurel im US-Bundesstaat Maryland. Es ist ein universitätsnahes gemeinnütziges Forschungszentrum mit ca. 4.000 Angestellten und dient dem Department of Defense, der NASA und anderen Regierungsbehörden als technisches Institut.
Das APL stellt mehr eine Forschungs- und Entwicklungseinrichtung als ein Lehrinstitut der Johns Hopkins University dar.
Das APL wurde 1942 während des Zweiten Weltkriegs vom Office of Scientific Research and Development mit dem Zweck gegründet, das wissenschaftliche und ingenieurtechnische Wissen innerhalb der Universitäten nutzbar zu machen. Die wichtigste Entwicklung dieser Phase stellte ein zeitvariabler Abstandszünder dar, der beim Sieg der Alliierten eine wichtige Rolle spielte. Entgegen den Erwartungen löste sich das APL nicht auf, sondern engagierte sich in der Entwicklung von Lenkwaffentechnik für die US Navy. Auf Ersuchen der Regierung führte die Universität das Laboratorium als öffentliche Einrichtung weiter.
Der Name des Laboratoriums stammt von seinem Ursprung im Zweiten Weltkrieg, aber seine hauptsächliche Stärke liegt auf den Gebieten des System Engineerings und Technischer Anwendungen.
Mehr als die Hälfte der technischen Mitarbeiter sind Ingenieure und 25 % haben einen Abschluss in Informatik oder Mathematik. Das APL führt Programme in Grundlagen- und Anwendungsforschung, experimenteller und fortgeschrittener Entwicklung, Tests und Systemintegration durch.
Zwischen 1965 und 1990 unterstützte das APL das Pershing-Raketenprogramm mit technischer Unterstützung und Tests, um die Leistungsfähigkeit und Lebensdauer zu verbessern.
Die US Navy ist weiterhin der Hauptauftraggeber. Das Laboratorium arbeitet für die Missile Defense Agency, das Department of Homeland Security, diverse Geheimdienste, die Defense Advanced Research Projects Agency (DARPA), und andere Regierungsstellen. Es unterstützt die NASA durch Raumfahrtwissenschaften, Entwurf und Herstellung von Raumfahrzeugen, und der Betreuung von Raumfahrtmissionen. Weitere Arbeitsgebiete sind Luftverteidigung, U-Bootsicherheit, Bekämpfung von U-Booten, Erprobung von strategischen Systemen, Informations- und Anzeigesysteme, Sensorik, Informationsverarbeitung und Raumfahrtsysteme. APL hat zahlreiche Satelliten und Raumsonden gebaut und betrieben, darunter: das TRANSIT Navigations System, NEAR, CONTOUR, MESSENGER, New Horizons und STEREO. Zu den in Planung befindlichen Raumfahrtmissionen des APL gehören die Solar Probe + und die „Interstellar Probe“ für eine Mission zur Heliopause und dem nahen interstellaren Raum (etwa 2000 Astronomische Einheiten).
Der Asteroid (132524) APL wurde nach einem Vorbeiflug der New Horizons Raumsonde zu Ehren des APL benannt.